# 1 Samodzielna Dywizja Strzelecka
1 Samodzielna Dywizja Strzelecka (ros. 1-я отдельная стрелковая дивизия) – związek taktyczny Armii Północno-Zachodniej podczas wojny domowej w Rosji
Dywizja została sformowana w na pocz. czerwca 1919 r. na bazie brygady. Na jej czele stanął gen. Anton F. Dzerożinski. Funkcję szefa sztabu objął płk M. J. Łotow. Jednostka nie wchodziła w skład żadnego korpusu armijnego, lecz prowadziła działania zbrojne samodzielnie. Podczas letniej ofensywy na Piotrogród walczyła na kierunku łużskim. 26 lipca tego roku zdobyła Psków. We wrześniu odrzuciła silny atak oddziałów bolszewickich w rejonie jeziora Samro. Dywizja uczestniczyła następnie w jesiennej ofensywie na Piotrogród. Ponownie działała na kierunku łużskim, który pełnił rolę pomocniczą. 13 października zajęła Ługę, wychodząc na linię rzeka Oredeż-stacja kolejowa Bateckaja. Jednakże z powodu pogorszającego się położenia strategicznego Armii Północno-Zachodniej gen. Nikołaja N. Judenicza otrzymała rozkaz wycofania się pod koniec października do Gatczyny, otrzymując rolę rezerwy armijnej. Broniła miasta przed licznymi atakami wojsk bolszewickich. Na pocz. listopada znacznie osłabiona dywizja rozpoczęła odwrót w kierunku Narwy. W grudniu wkroczyła na terytorium Estonii, gdzie została rozbrojona i internowana. 22 stycznia 1920 r. została formalnie rozwiązana.

## Skład organizacyjny
- 1 Gieorgijowski Pułk Piechoty (ok. 1 tys. ludzi) - d-ca płk Leonard I. Mikosza
- 2 Rewelski Pułk Piechoty (ok. 700 ludzi)
- 3 Koływański Pułk Piechoty (ok. 650 ludzi) - d-ca płk Karl G. Badendik
- 4 Gdowski Pułk Piechoty (ok. 900 ludzi) - d-ca gen. Władimir S. von Minich
- 6 Samodzielny Lekki Dywizjon Artylerii (4 lekkie i 2 ciężkie działa) - d-ca płk K. K. Smirnow
- Samodzielny Batalion Pograniczny - d-ca płk S. K. Rymkiewicz
- 1 Batalion Marszowy - d-ca płk N. W. Rossinski